# Émile Maillereau
Émile Maillereau est un arbitre français de football des années 1960 et 1970.

## Carrière
Il a officié dans une compétition majeure, : 
- Coupe Charles Drago 1962 (finale)